# Ваджрасаттва

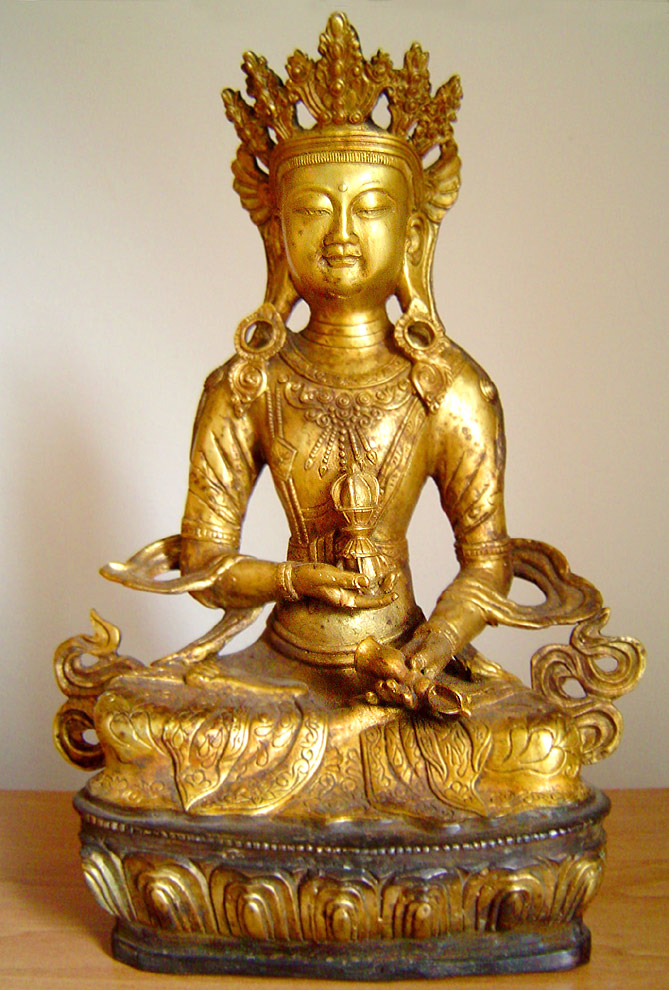
Ваджрасаттва держит ваджру в правой руке и колокол в левой.

Ваджрасаттва (санскрит: वज्रसत्त्व, тибетский: རྡོ་རྗེ་སེམས་དཔའ།(До Рдже Сем Па, Rdo Rdje Sems Dpa') — краткая форма — རྡོར་སེམས།(Дор Сем, Rdor Sems)) — Будда в буддистской традиции Ваджраяны. В японской школе Ваджраяны, Сингон, Ваджрасаттва (яп. Конгосатта)  является "тайной формой"  Будды Самантабхадры.
В основном, Ваджрасаттва появляется в двух махаянских буддистских текстах: в Махавайрочана-сутре и Ваджрасекхара-сутре. В мандале Алмазного царства Ваджрасаттва сидит на востоке от Будды Акшобхьи.
В некоторых текстах говорится, что Нагарджуна встретил Ваджрасаттву в железной башне на юге Индии и получил от него учения тантры, передав таким образом тайные учения для многих исторических личностей.

## Название, орфография, этимология
Ваджрасаттва' (тиб.  རྡོ་རྗེ་སེམས་དཔའ། (До Рдже Сем Па, Rdo Rdje Sems Dpa'), яп. Kongōsatta, кит. 金剛薩埵 Jīn gāng sà duǒ) — имя Будды в буддистских традициях Махаяна и Ваджраяна, которое можно перевести как «Ваджрное существо».

## Тибетский буддизм
В тибетском буддизме коренной тантрой Ваджрасаттвы является «Дордже Гьен» или «Украшение ваджры». Практики Ваджрасаттвы используются во всех четырёх школах тибетского буддизма. Они применяются как для очищения омрачений в ходе выполнения предварительных практик нёндро, так и для восстановления нарушенных обязательств-самай.  Таким образом, Практика Ваджрасаттвы является одной из важнейших среди практик тибетского буддизма.
Как дополнение к личной практике, мантра Ваджрасаттвы имеет способность очищать карму, нести умиротворение, облегчать страдания читающего или слушающего мантру, и стать причиной просветления в целом. После атак 11 сентября 2001 года в США Дзогчен Пёнлоп Ринпоче предложил организовать проект «Prayer 4 Peace», «Молитва для Мира», в ходе которого должно накопиться миллиардное начитывание шестислоговой мантры Ваджрасаттвы во всём мире. Шестислоговая мантра (Ом Ваджрасаттва Хум) — это краткая версия Стослоговой мантры, на которой она базируется и несёт в себе всю сущность длинной мантры, согласно наставлениям ламы Джамгона Конгтрула.

### Стослоговая мантра
В практике Ваджраяны Тибетской традиции мантра Ваджрасаттвы используется в нёндро, или предварительных практиках, для «очищения» негативной кармы и загрязнений ума и для подготовки сознания к более продвинутым тантрическим техникам.
«Йик Гья», Стослоговая мантра, (тиб.: ཡིག་བརྒྱ, Вайли: yig brgya) — обращение к самбхогакае в различных садханах нёндро всех традиций Мантраяны и школ Сарма.
```
     Текст
```

om vajrasattva samaya manu palaya
vajrasattva deno patita/ dido may bhawa
ha ha ha ha ho
may bhawa/ supo kayo may bhawa/ anu rakto may bhawa/
ha ha ha ha ho
suto kayo
may bhawa/ supo kayo may bhawa/ anu rakto may bhawa
ha ha ha ha ho
sarwa siddhi mempar yatsa/
sarwa karma su tsa may/ tsitam shriyam kuru hum
(om vajrasattva samaya manu palaya)
tsitam shriyam kuru hum
(ha ha ha ha ho)
om vajrasattva samaya manu palaya/ vajrasattva deno patita/ dido may bhawa
ha ha ha ha ho
suto kayo
may bhawa/ supo kayo may bhawa/ anu rakto may bhawa
ha ha ha ha ho
sarwa siddhi mempar yatsa/
sarwa karma su tsa may/ tsitam shriyam kuru hum
(om vajrasattva samaya manu palaya)
om vajrasattva samaya manu palaya
vajrasattva deno patita/ dido may bhawa
ha ha ha ha ho
```
     Созвучие на русском
```

Ом
Бен Дза Са То Са Ма Я.. Ма Ну Па Ла Я/
Бен Дза Са То Тэ Но Па
Ти Тха Дри Дхо Ме Бха Ва
Су То Кха Е Ме Бха Ва
Су По Кха Е Ме Бха Ва
А Ну Ра Кто Ме Бха Ва
Са Рва Си Дхи Ме Пра Я Ца
Са Рва Ка Рма Су Ца Ме
Ци Там Шри Я Ку Ру Хунг
Ха Ха Ха Ха Хо... Бха Га Вен...
Са Рва Та Тха Га Та
Бен Дза Ма Ме Му Нца
Бен Дзи Бха Ва Ма Ха Са Ма Я Са То.... Аааа
```
     Перевод.
```

Ваджрасаттва, защити мои обязательства,
Ваджрасаттва, поддерживай меня,
Прошу, оставайся прочно со мной.
Сделай так, чтоб ты был мной доволен.
Всегда будь ко мне открыт.
Будь ко мне благосклонен.
Даруй мне осуществление всех достижений.
Сделай так, чтобы все мои действия были хорошими.
Пожалуйста, сделай так чтобы мой ум был всегда добродетелен.
Просветленный Победитель, Достигший таковости,
Ваджрасаттва, не бросай меня –
Имеющего великие обязательства.

### Дзогчен
«Зеркало Сердечной Сущности Ваджрасаттвы» (тиб. རྡོ་རྗེ་སེམས་དཔའ་སྙིང་གི་མེ་ལོང, Вайли: rdo rje sems dpa' snying gi me long) — одна из семнадцати тантр Дзогчен Упадеша.
В данной тантре Самантабхадра беседует с Ваджрасаттвой и последовательно разъясняет вопросы о Кулаяраджа-тантре или «Тантре Царя Всетворящего», главной тантре Раздела Ума.

### Супруги
Ваджрасаттва часто изображается в союзе (санскр. - юганаддха) с разными супругами. В мирной форме это Ваджрагарви или Ваджрасаттватмика (тиб. Дордже Ньема), Дхармахатвишвари, Гхантапани («Держательница Колокольчика»). В гневной форме его супруги Диптачакра, Ваджратопа и Ваджрабхрикути.